# بنسون دبليو هوغ
بنسون دبليو هوغ (بالإنجليزية: Benson W. Hough)‏ (و. 1875 – 1935 م)هو محامي، وقاضي من الولايات المتحدة الأمريكية .
وهو عضو في الحزب الجمهوري .

## التعليم
تعلم في جامعة ولاية أوهايو، وجامعة أوهايو وسلين.